# 永寿院 (大田区)
永寿院（えいじゅいん）は、東京都大田区池上にある、日蓮宗の寺院。山号は不変山。池上本門寺の子院。

## 概要
寛永19年以前の開創で日遠の隠棲地として庭瀬藩主の戸川達安が下屋敷を寄進し創建したという。日遠の弟子、日東が堂宇を完成させた。

## 歴史
- 1708年（宝永5年）　芳心院が没。墓所「万両塚」が作られる。

## 周辺施設
- 万両塚（wikidata）
- 池上会館

## 交通アクセス
- 東急池上線池上駅から徒歩12分（経路案内）。